# Eagleheart
Eagleheart è una serie televisiva statunitense del 2011, creata da Michael Koman e Andrew Weinberg.
Caratterizzata da una grande quantità di violenza grafica, la serie parodia principalmente le serie poliziesche come Walker Texas Ranger.
La serie è stata trasmessa per la prima volta negli Stati Uniti su Adult Swim dal 3 febbraio 2011 al 16 gennaio 2014, per un totale di 34 episodi ripartiti su tre stagioni.

## Trama
Eagleheart segue le vicende dell'U.S. Marshal Chris Monsanto, mentre combatte il crimine con i suoi due partner: il poco perspicace Brett e Susie, una ragazza che segue sempre le regole. Essi vanno alla ricerca di trafficanti di droga, ladri d'arte, rapitori e artisti truffatori, uccidendoli poi con violenza sanguinaria e morte raccapricciante. C'è poca continuità tra gli episodi delle prime due stagioni e manca anche di una trama in esecuzione. La terza stagione al contrario presenta una storyline estesa intitolata Paradise Rising.

## Episodi
| Stagione         | Episodi | Prima TV USA | Prima TV Italia |
| ---------------- | ------- | ------------ | --------------- |
| Prima stagione   | 12      | 2011         | inedita         |
| Seconda stagione | 12      | 2012         | inedita         |
| Terza stagione   | 10      | 2013-2014    | inedita         |

## Personaggi e interpreti

### Personaggi principali
- Chris Monsanto (stagioni 1-3), interpretato da Chris Elliott.
- Susie Wagner (stagioni 1-3), interpretata da Maria Thayer.
- Brett Mobley (stagioni 1-3), interpretato da Brett Gelman.

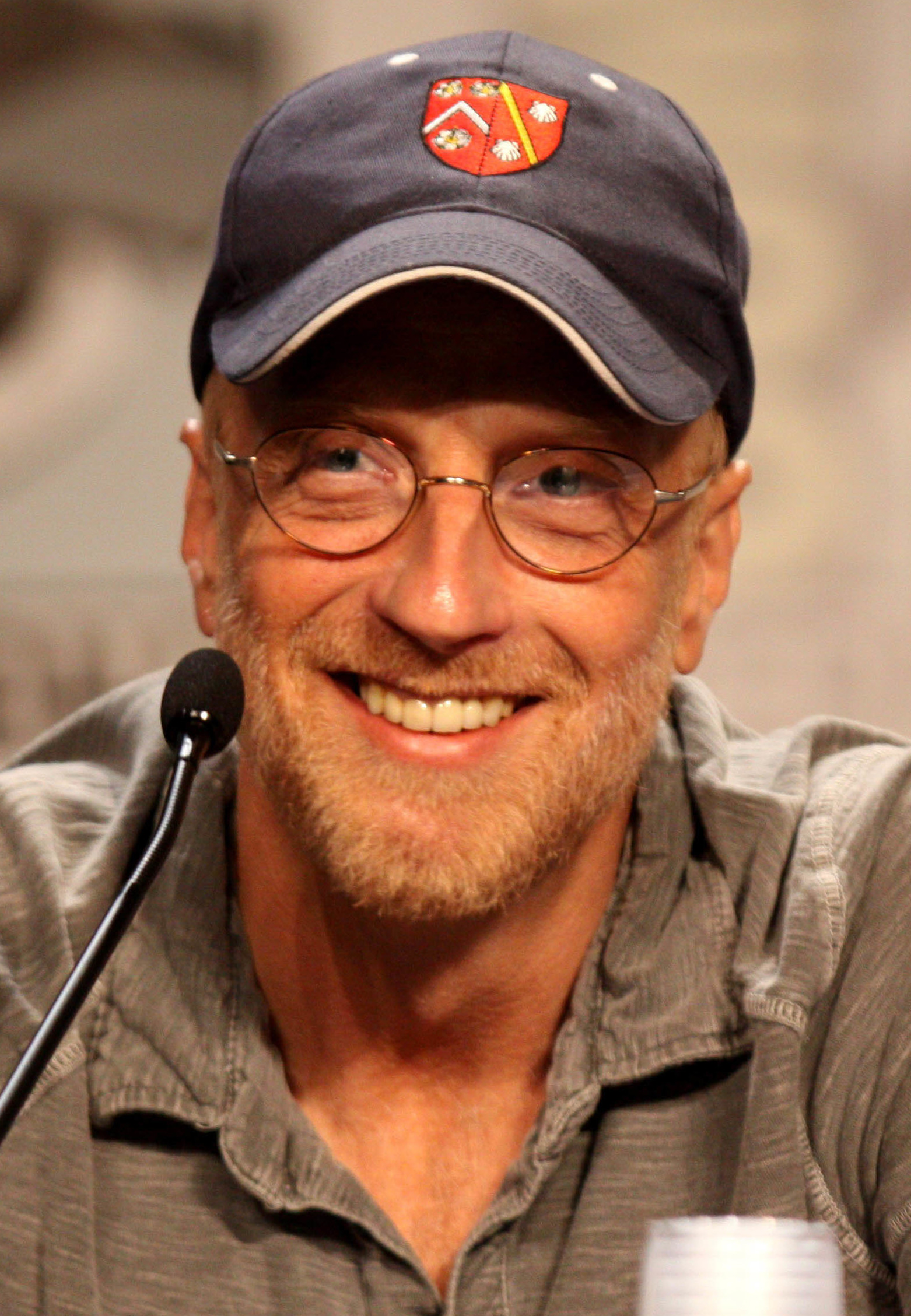
Chris Elliott al San Diego Comic-Con nel 2011
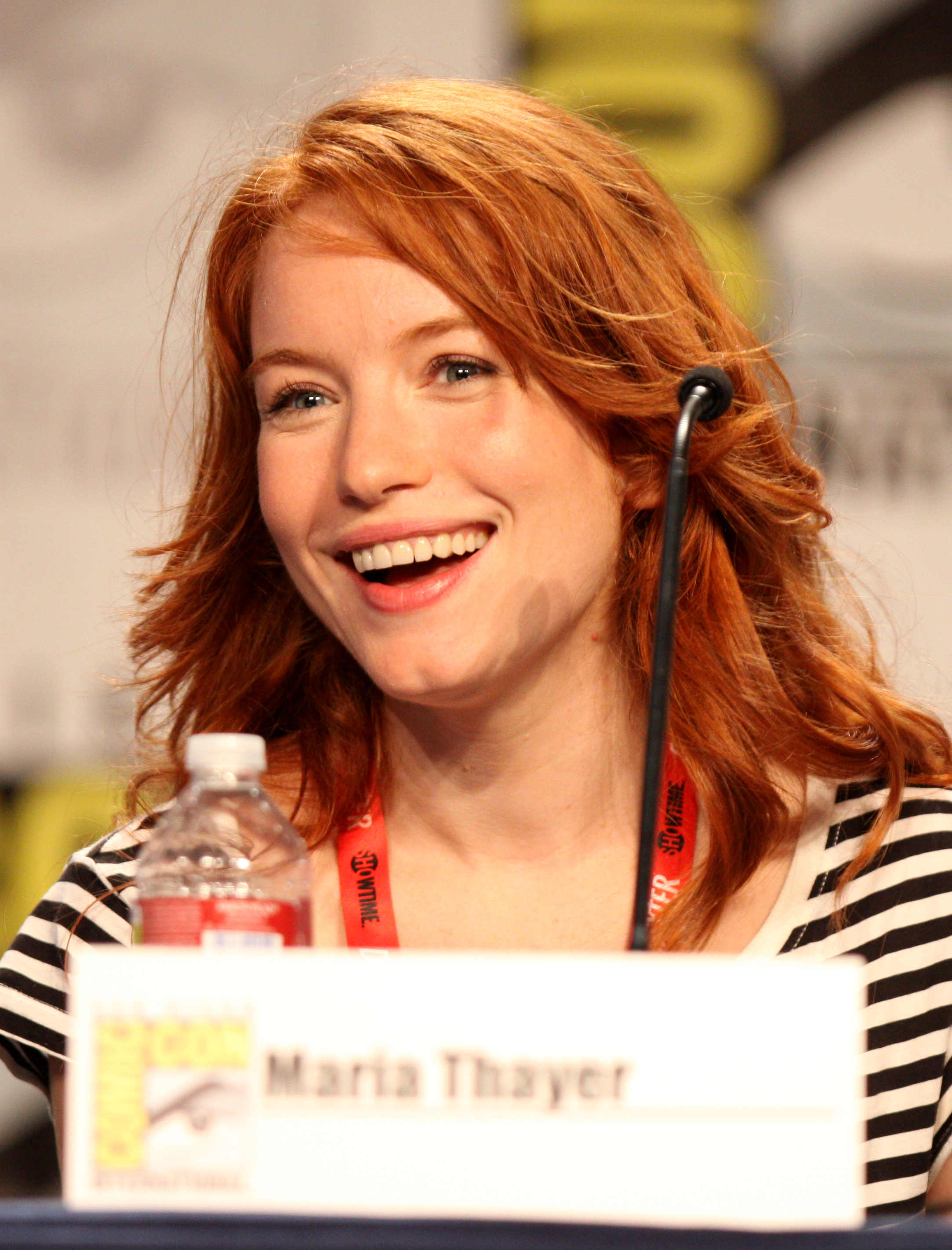
Maria Thayer al San Diego Comic-Con nel 2011
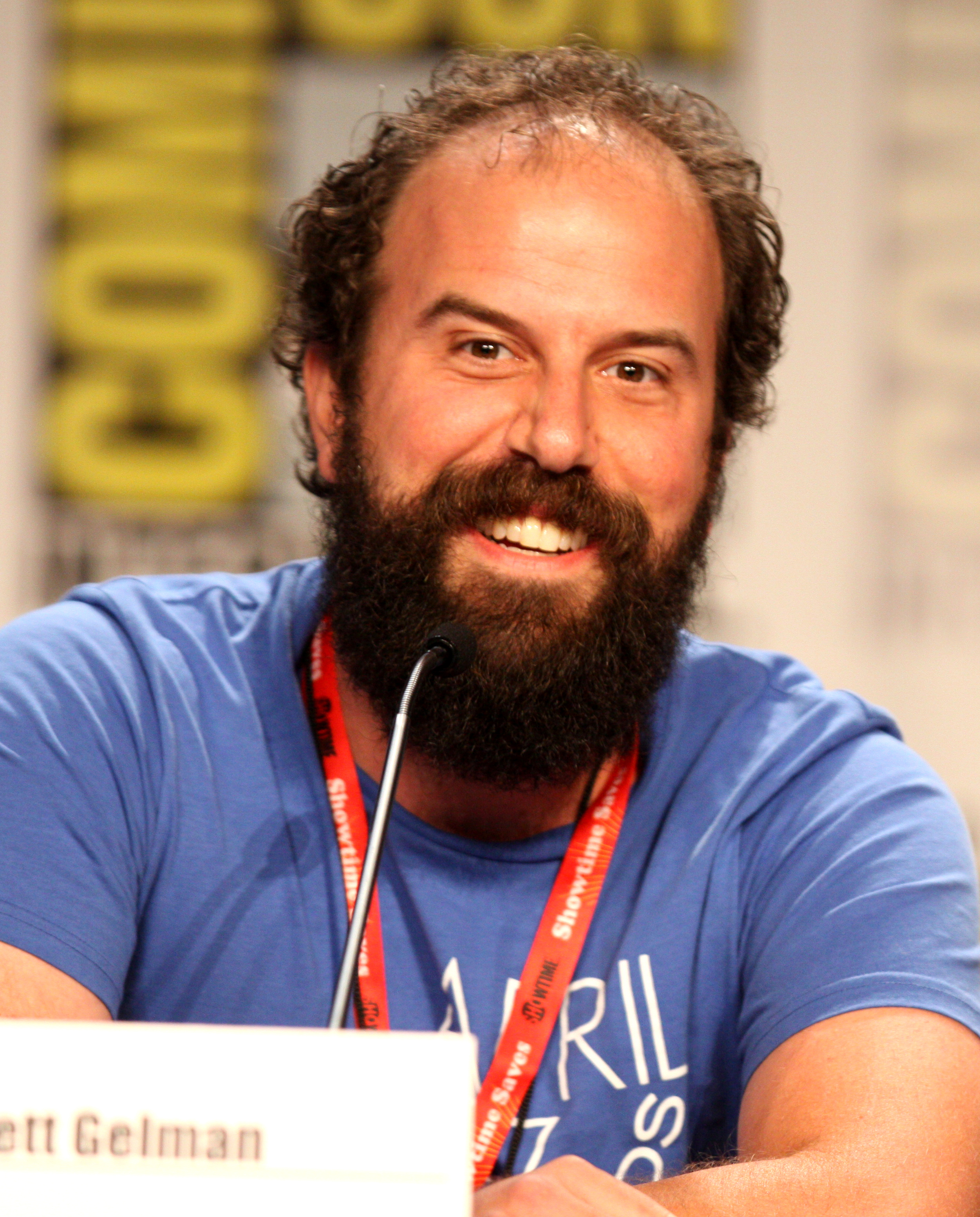
Brett Gelman al San Diego Comic-Con nel 2011

### Personaggi ricorrenti
- Capo (stagioni 1-2), interpretato da Michael Gladis.
- Capitano (stagioni 2-3), interpretato da Jack Wallace.
- Dott. Gardner (stagioni 1-3), interpretato da Pete Gardner.
- Sugalski (stagione 3), interpretato da Pat Healy.
- D'Alessandro (stagione 3), interpretato da Leon Russom.
- Trish (stagione 3), interpretata da Mary Grill.

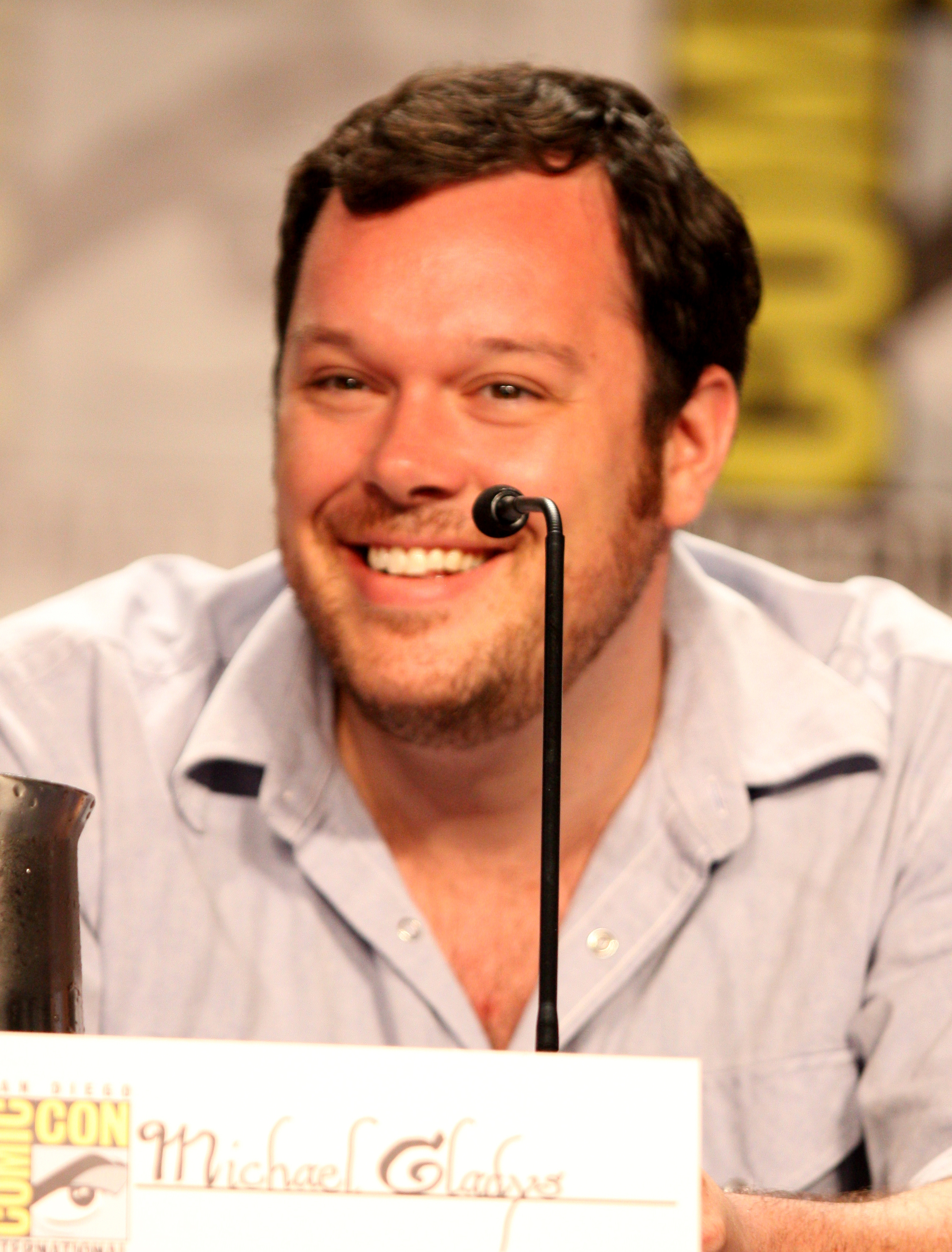
Michael Gladis al San Diego Comic-Con nel 2011
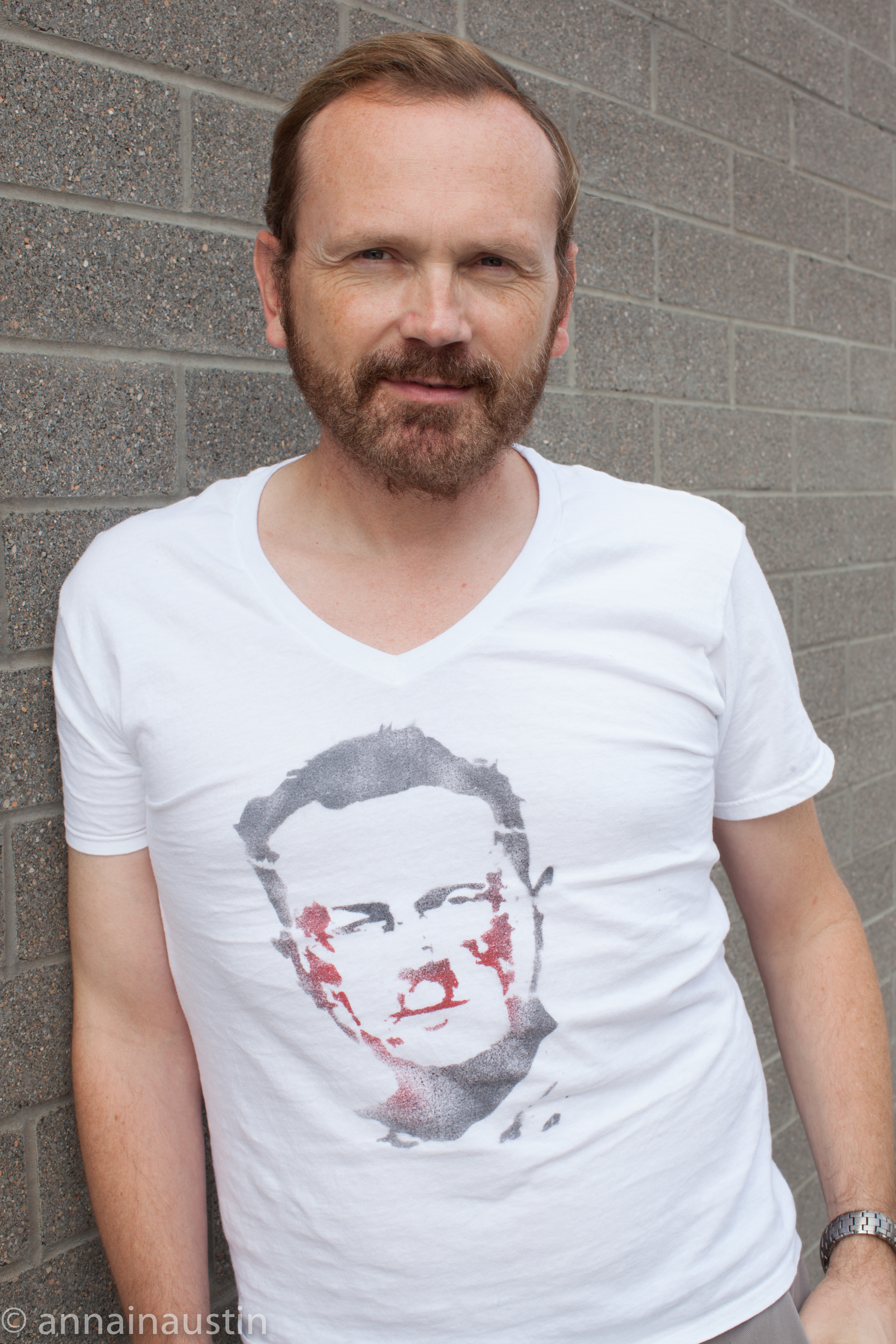
Pat Healy al Fantastic Fest nel 2014
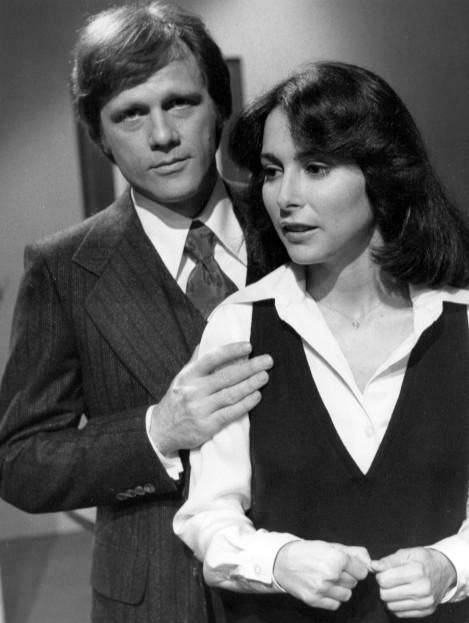
Leon Russom nel 1976

## Trasmissione internazionale
- 3 febbraio 2011 negli Stati Uniti su Adult Swim;
- 14 novembre 2018 in Africa su Showmax.[3]